# Szófia kerületei
Szófiának 24 kerülete van. A város a szűken vett Szófiából és néhány agglomerációs településből áll. Minden kerületnek és az agglomerációs településnek külön polgármestere van.

## Kizárólag városi kerületek
| Kerület neve                       | Elhelyezkedése |
| ---------------------------------- | -------------- |
| 4. Vazrazsdane (Възраждане)        |                |
| 5. Izgrev (Изгрев)                 |                |
| 6. Ilinden (Илинден)               |                |
| 8. Kraszna Poljana (Красна поляна) |                |
| 9. Kraszno Szelo (Красно село)     |                |
| 11. Lozenec (Лозенец)              |                |
| 12. Ljulin (Люлин)                 |                |
| 13. Mladoszt (Младост)             |                |
| 14. Nadezsda (Надежда)             |                |
| 17. Oborise (Оборище)              |                |
| 19. Podujane (Подуяне)             |                |
| 20. Szerdika (Сердика)             |                |
| 21. Szlatina (Слатина)             |                |
| 22. Sztudentszki (Студентски)      |                |
| 23. Szredec (Средец)               |                |
| 24. Triadica (Триадица)            |                |

## Részben városi, részben agglomerációs kerületek
| Kerület neve                 | Elhelyezkedése |
| ---------------------------- | -------------- |
| 2. Vitosa (Витоша)           |                |
| 3. Vrabnica (Връбница)       |                |
| 7. Iszkar (Искър)            |                |
| 10. Kremikovci (Кремиковци)  |                |
| 16. Ovcsa Kupel (Овча купел) |                |

## Kizárólag agglomerációs kerületek
| Kerület neve                 | Elhelyezkedése |
| ---------------------------- | -------------- |
| 1. Bankja (Банкя)            |                |
| 15. Novi Iszkar (Нови Искър) |                |
| 18. Pancsarevo (Панчарево)   |                |